# Kleinasiatische Bergotter
Die Kleinasiatische Bergotter (Montivipera xanthina, Syn.: Vipera xanthina), auch Türkische Bergotter, meistens nur als Bergotter bezeichnet, ist eine kleine bis mittelgroße Giftschlange aus der Familie der Vipern (Viperidae) Eurasiens. Ihr Verbreitungsgebiet erstreckt sich vom Norden Griechenlands bis in die Türkei, wobei sie fast ausschließlich in höheren Berglagen zu finden ist.

## Merkmale

### Maße
Die Kleinasiatische Bergotter hat eine durchschnittliche Körperlänge von bis zu einem Meter, kann jedoch in seltenen Fällen regional eine Maximallänge von 1,20 bis 1,50 Metern erreichen. Dabei bleiben die Weibchen häufig kleiner und zugleich massiger als die Männchen und erreichen oft nur 0,70 bis 0,90 Meter als Gesamtlänge. Der Körper ist eher massig plump und verjüngt sich sehr schnell zur Schwanzspitze hin. Der Kopf der Schlange ist relativ groß und vom Körper durch einen schmalen Hals direkt hinter dem Nacken deutlich abgesetzt. Die Hinterhauptregion ist aufgrund der großen Giftdrüsen zudem herzförmig verbreitert.

### Färbung
Die Grundfärbung der Kleinasiatischen Bergotter variiert von hellbraun oder hellgrau über ein rötliches beige bis zu olivgrün. Über den Rücken zieht sich ein deutliches, braunes oder schwarzes Zickzackband, gelegentlich mit hellerer Füllfärbung, welches partiell in große rhombische Einzelflecken aufgelöst ist. Dabei handelt es sich im Schnitt um etwa 30 bis maximal 42 Einzelflecken. Zwischen den Rhomben befinden sich zudem jeweils ein bis zwei kleinere, übereinander liegende dunkle Flecken. Die Kopfzeichnung besteht aus zwei langgezogenen Flecken auf dem Hinterhaupt, die in das dorsale Zickzackband übergehen können, sowie zwei kleineren, davor liegenden Flecken. Vom Auge zum Mundwinkel zieht sich zudem ein schwarzes Schläfenband, und direkt unter dem Auge zieht ein weiteres, etwas heller wirkendes Band abwärts. Die Augen besitzen eine bronzefarbene Iris und eine schmale, senkrecht stehende, geschlitzte Pupille. Die Färbung der Männchen ist häufig kontrastreicher als die der Weibchen. Zudem sind Jungtiere unabhängig vom Geschlecht häufig weiß bis grau in der Grundfärbung, geschlechtsspezifische Unterschiede entwickeln sich erst mit der sexuellen Reifung.

### Beschuppung

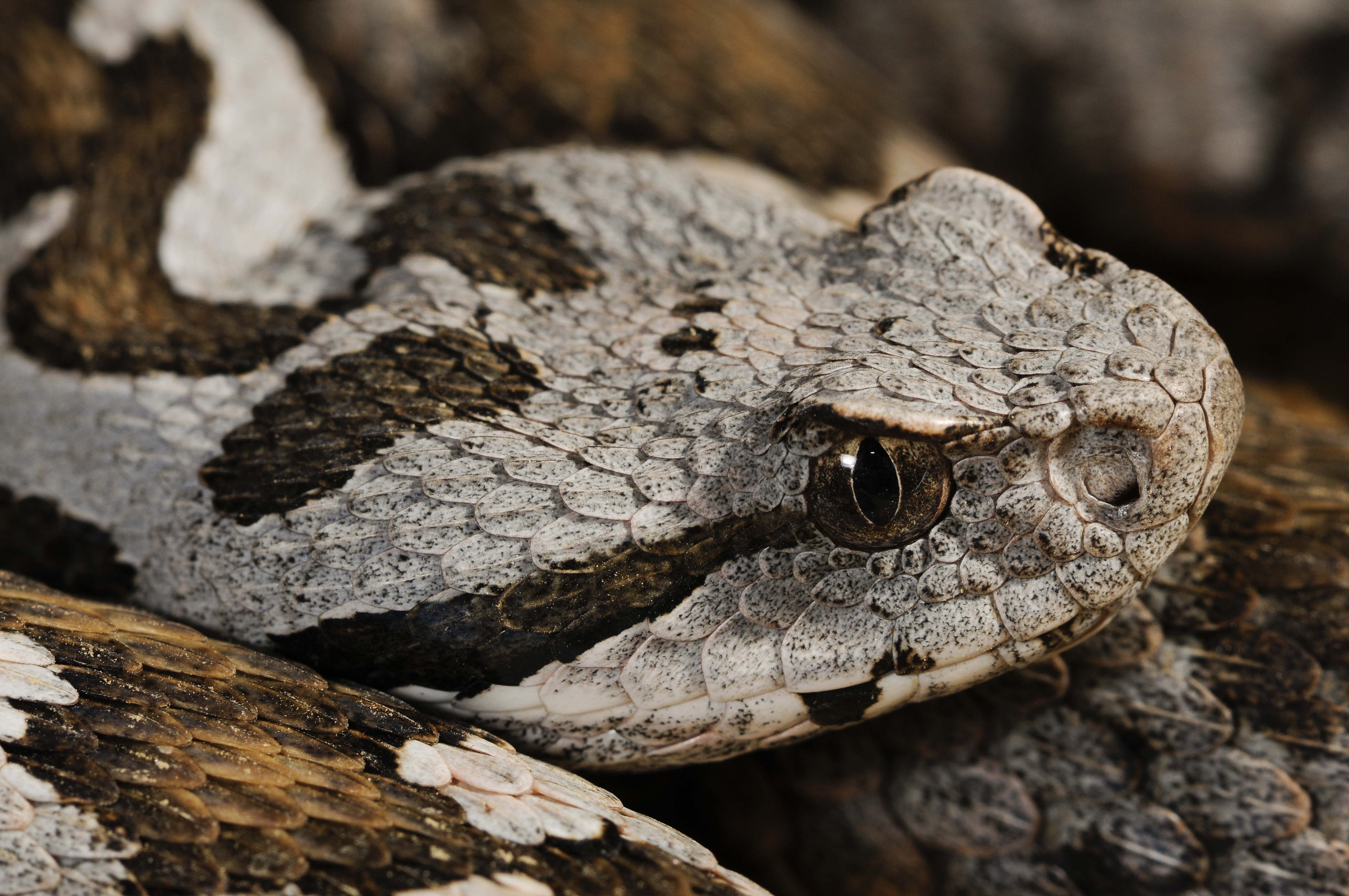
Kopf der Kleinasiatischen Bergotter

Auf der Kopfoberseite besitzt die Schlange eine Vielzahl kleiner, glatter Schuppen, die im Nacken in die raue Körperbeschuppung übergehen. Die Supraocularia sind groß ausgebildet und bedecken die Augen als Platte von oben, zwischen diesen liegen in einer Reihe fünf bis acht kleine Kopfschuppen, insgesamt können individuell 31 bis 52 Kopfschuppen vorhanden sein. Vor den Supraocularia liegen jeweils ein Canthale und ein Supranasale (oberhalb des Nasenlochs), davor die beiden Apicalia und das zentrale Rostrale. Um die Augen sind, unterbrochen von den Supraocularia, zwei Schuppenkreise ausgebildet (Subocularia), wobei der äußere 13 bis 17 und der innere 11 bis 14 Einzelschuppen enthält. Davor liegt das teilweise mit dem Pränasale verschmolzene Nasale mit dem Nasenloch. Die obere Lippenkante bilden 9 bis 11 Supralabialia, die untere 8 bis 14 Sublabialia. Auf der Kopfunterseite befinden sich zwei große vordere und dahinter vier bis sechs kleinere Mentalia, die über zwei bis vier Präventralia in die Bauchschuppenreihe (Ventralia) übergehen.
Die Körperschuppen sind kräftig gekielt. Zum Rumpfbeginn bilden sie 21 bis 23, in der Körpermitte auch bis 25 dorsale Schuppenreihen, zum Schwanz nehmen diese auf 17 bis 19 ab. Die Bauchseite ist von 156 bis 172 Ventralia bedeckt, daran schließen sich ein unpaares Anale und schließlich beim männlichen Tier 32 bis 38 und beim weiblichen 27 bis 36 geteilte Subcaudalia an der Schwanzunterseite an.

## Verbreitung und Lebensraum

### Geographische Verbreitung

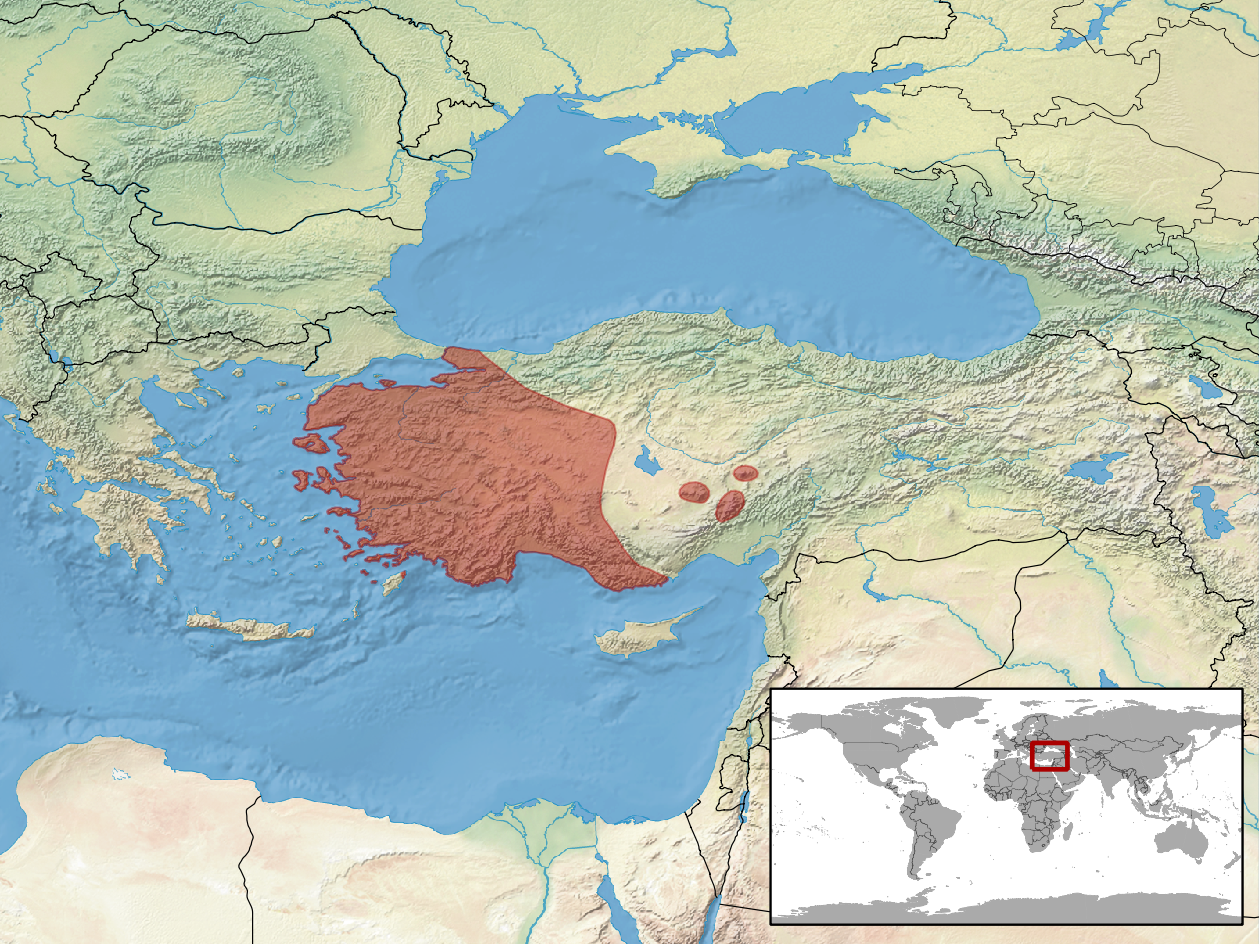
Verbreitungsgebiet

Das Verbreitungsgebiet der kleinasiatischen Bergotter erstreckt sich vom Nordosten Griechenlands bis in das zur Türkei gehörige Ostthrakien und von dort weiter in die westliche und zentrale Türkei, wo die Art relativ weit verbreitet ist. Die genauere Begrenzung des Verbreitungsgebietes ist unklar, vor allem zur östlichen Verbreitungsgrenze gibt es keine Angaben. Für die bulgarisch-türkische Grenzregion werden Vorkommen angenommen, aus Bulgarien selbst liegen jedoch keine Fundmeldungen vor. Außerdem kommt die Art auf verschiedenen Inseln im Ägäischen Meer wie Samothraki und Sámos sowie den Dodekanes-Inseln Pátmos, Lipsí, Léros, Kalymnos, Kos und Symi vor.

### Lebensraum

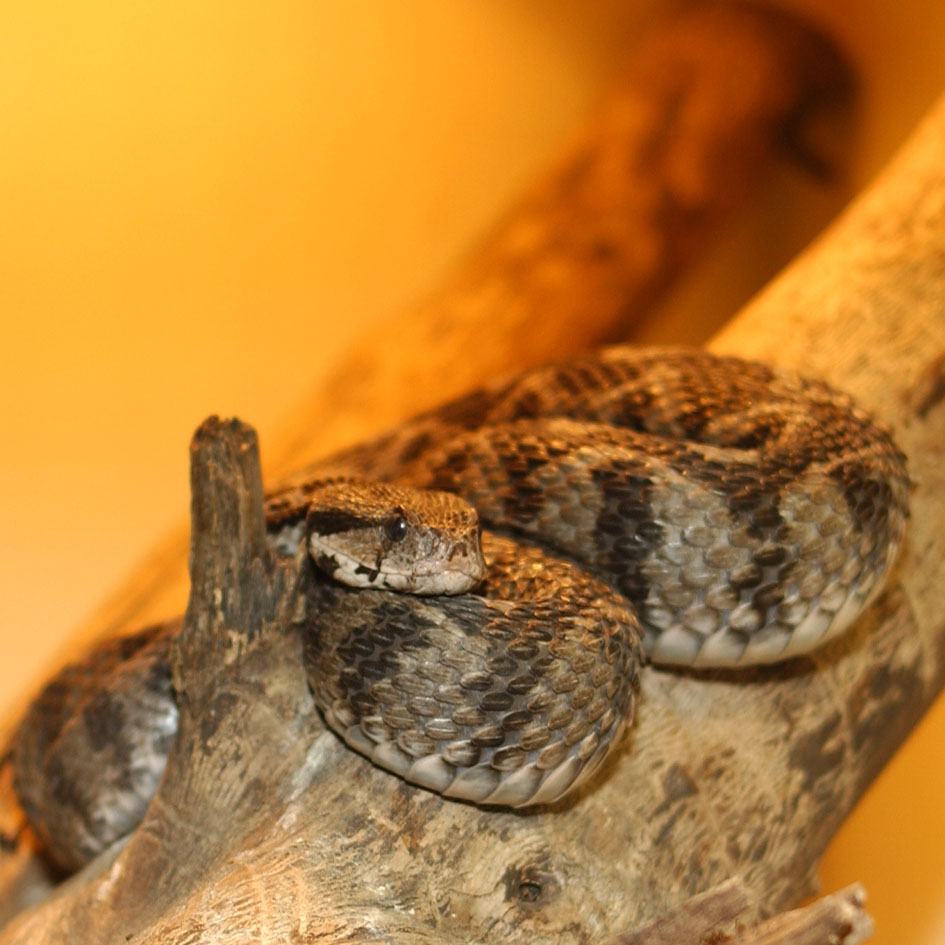
Kleinasiatische Bergotter (Montivipera xanthina)

Die Kleinasiatische Bergotter ist an einen steinigen, meist sehr kalkhaltigen Untergrund gebunden und kommt in ihrem Verbreitungsgebiet in Lagen von 0 bis 2.500 m NN vor. Sie bevorzugt vegetationsreiche Habitate mit einem großen Anteil an Büschen als Vegetation. Dabei lebt sie in Waldgebieten, in denen Libanonzedern (Cedrus libani) und Kalabrische Kiefern (Pinus brutia) dominieren, in Höhenmischwäldern, in griechischer Macchie, in Feuchtwiesen und Röhrichten sowie in brachliegendem Ackerland, Olivenhainen, Kulturwiesen und Geröllhalden. In Wassernähe ist sie dabei häufiger zu finden als in trockeneren Gebieten.

## Lebensweise

### Aktivität
Die Aktivität der Kleinasiatischen Bergotter ist wie bei den meisten Schlangenarten Europas sehr stark von der Außentemperatur abhängig. Sie ist vorwiegend nachtaktiv, vor allem im Frühjahr und im Herbst verlegt sie ihre Hauptaktivitätszeiten in die wärmeren Tageszeiten. Je nach Höhenlage und Klima kommt es zu einer bis zu sechs Monate dauernden Winterruhe, die zwischen Oktober und Dezember beginnt und bis März oder April reicht.

### Ernährung
Beobachtungen zur Ernährung der Kleinasiatischen Bergotter aus freier Wildbahn sind sehr selten, sodass der Kenntnisstand hier gering ist. In Gefangenschaft fressen die Schlangen Kleinsäuger und kleine Vögel, als Jungschlangen zudem Insekten und kleine Eidechsen. Wie bei den meisten Vipern kann also davon ausgegangen werden, dass die Tiere ein relativ unspezifisches Nahrungsspektrum haben. Neben den bereits genannten Säugetieren und Vögeln sollen Bergottern im späten Frühjahr und Sommer auch Vogelnester plündern und dafür in niedrige Bäume und Büsche klettern.
Größere Beutetiere wie Ratten oder Mäuse werden mit einem Giftbiss attackiert und meist wieder freigelassen und verfolgt, bis das Gift zu wirken beginnt. Kleinere Beutetiere hält die Schlange mit ihren Kiefern fest, bis sie tot sind, und beginnt dann, sie zu verschlingen.

### Fortpflanzung und Entwicklung

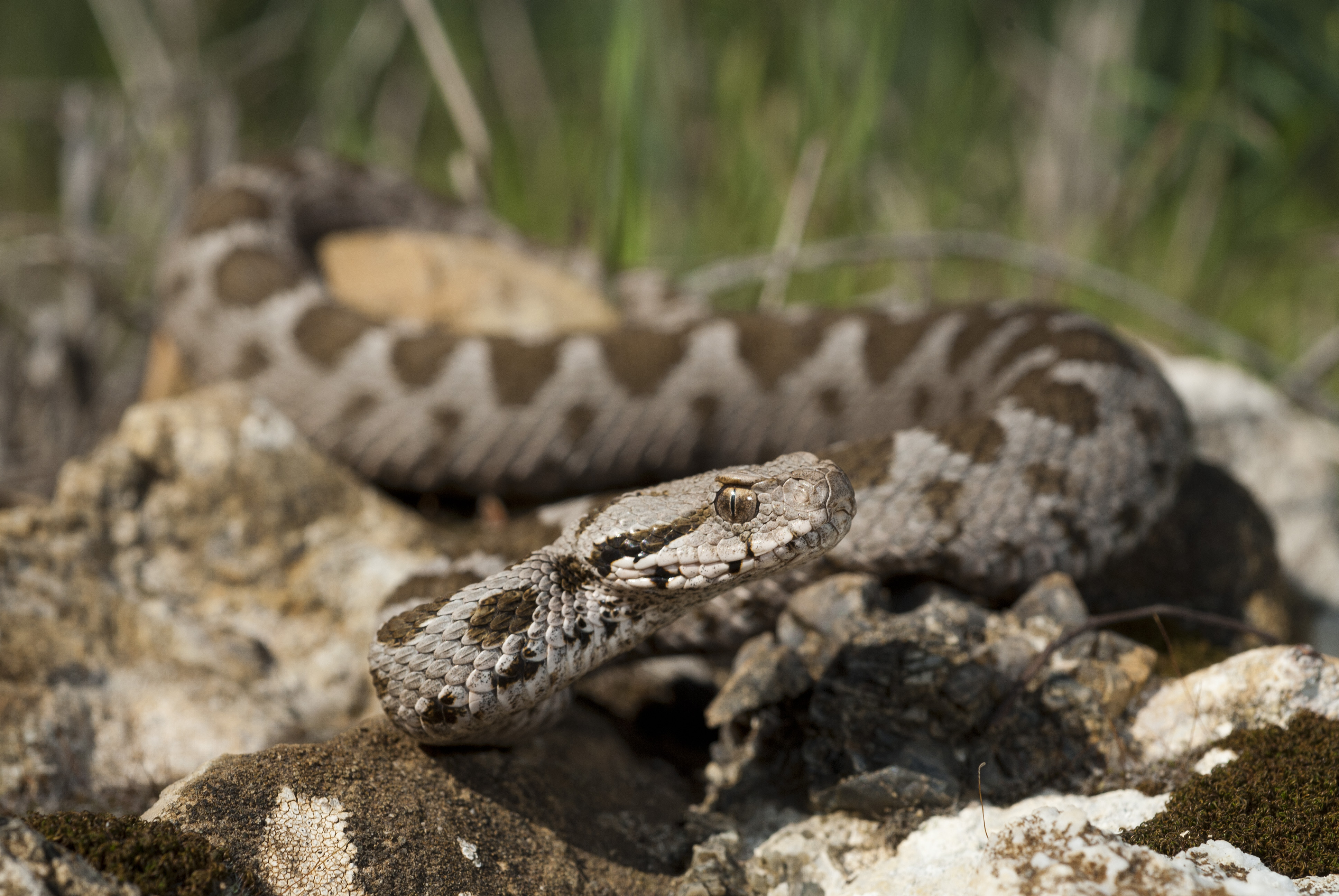
Jungtier in Griechenland

Wie bei der Ernährung liegen Angaben über die Fortpflanzung der Schlange vor allem aus Beobachtungen in Gefangenschaft vor. Demnach liegt die erste Paarungszeit nach der Winterruhe und der ersten Häutung im Frühjahr. Sie beginnt mit der Partnerfindung und einem etwa zehn bis 14 Tage andauernden Zeitraum mit Kommentkämpfen der Männchen. Dabei imponieren die Männchen dadurch, dass sie die Oberkörper anheben (vertical display) und gegeneinander drücken, wobei versucht wird, den Gegner zu Boden zu drücken (topping). Erst nach diesen sowie verschiedenen Einstimmungsritualen der potentiellen Partner kommt es zu Paarungen. Je nach Region erfolgen diese dann entsprechend im Zeitraum vom Februar bis zum April, eine weitere Paarungszeit kann sich im Oktober anschließen.
Nach etwa drei bis viereinhalb Monaten bringen die Weibchen zwei bis 24 Jungschlangen zur Welt. Diese sind nur von einer papiernen Eihaut umhüllt die während, oder innerhalb weniger Minuten nach der Geburt durchstoßen wird (Ovoviviparie). Die Jungschlangen haben eine Körperlänge von etwa 18 bis 21 Zentimeter bei einem Gewicht von 5,6 bis 9,8 Gramm. Die erste Häutung findet etwa zehn bis 21 Tage nach der Geburt statt. Geschlechtsreif werden die Schlangen frühestens nach etwa zwei Jahren., gewöhnlich aber erst nach drei (Männchen) bis vier (Weibchen) Jahren.

### Fressfeinde
Als Fressfeinde der Kleinasiatischen Bergotter kommen eine Reihe von Greifvögeln, Eulen und Raubtieren sowie andere Schlangenarten innerhalb ihres Verbreitungsgebietes in Frage, zu diesen gehören innerhalb des europäischen Verbreitungsgebietes vor allem Schlangenadler (Circaetus gallicus), Uhu (Bubo bubo), Kaspische Pfeilnatter (Dolichophis caspius), Steinmarder (Martes foina) und Rotfuchs (Vulpes vulpes). Jungtiere fallen auch kleineren Räubern zum Opfer, wie beispielsweise Turmfalken (Falco tinnunculus), Mauswiesel (Mustela nivalis), Igel (Erinaceidae) oder dem Scheltopusik (Pseudopus apodus).

## Taxonomie

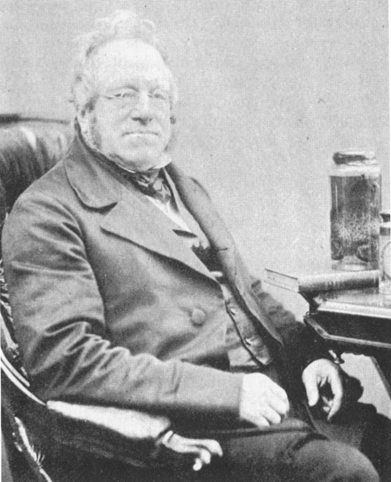
John Edward Gray (1800–1875)

Die Erstbeschreibung der Kleinasiatischen Bergotter erfolgte 1849 durch John Edward Gray als Daboia Xanthina, eine Einordnung in die Gattung Vipera erfolgte 1869 durch Strauch.
Die taxonomische Einordnung der Bergotter befindet sich aktuell in der Diskussion, daher finden sich in der Literatur zwei alternative Gattungsbezeichnungen. Traditionell wurde die Bergotter der Gattung Vipera zugeordnet und bildete innerhalb dieser einen Artkomplex mit einer Reihe weiterer Arten, der als Vipera xanthina-Komplex bezeichnet wird. Alle Arten innerhalb dieses Komplexes teilen anatomische Merkmale mit der Bergotter und leben über den kleinasiatischen Raum verstreut in größeren Höhen relativ isolierter Berglandschaften.
Einschließlich der Bergotter gehören der Gattung Montivipera heute folgende Arten an:
- M. albicornuta
- M. albizona
- Libanesische Bergotter (M. bornmuelleri)
- Taurische Bergotter (M. bulgardaghica)
- Elburs-Bergotter (M. latifii)
- Armenische Bergotter (M. raddei)
- Wagners Bergotter (M. wagneri)
- Kleinasiatische Bergotter (M. xanthina)

Einige dieser Arten galten bis vor wenigen Jahren als Unterarten der Kleinasiatischen Bergotter, dabei ist der Artstatus beispielsweise von V. bulgardaghica oder V. albicornuta bis heute umstritten.
1999 wurde für diesen Komplex eine Auslagerung aus der Gattung Vipera unter dem neuen Gattungsnamen Montivipera vorgeschlagen, der sich in der Literatur allerdings nur bedingt durchsetzen konnte. So führen Joger und Nilson 2005 die Bergotter unter dem Artnamen Montivipera xanthina und die Datenbank The Reptile Database hat die Gattung Montivipera als eigene Gattung aufgestellt und von Vipera getrennt. Mallow et al. 2003 führt diese und die anderen Arten jedoch weiterhin unter den etablierten Namen innerhalb der Gattung Vipera und ordnen sie der Untergattung Montivipera zu.
Durch Lenk et al. 2001 wurde die Monophylie der Montivipera-Arten als eigenes Taxon über immunologische Untersuchungen bestätigt. Diese stellen entsprechend den Ergebnissen allerdings die Schwestergruppe zweier Großvipern-Arten (Macrovipera) innerhalb eines Komplexes aus Daboia, Macrovipera und den Montivipera-Arten dar, wodurch die Gattung Vipera mit Einbeziehung der Untergattung Montivipera nicht mehr als natürliche Verwandtschaftsgruppe mit allen Abkömmlingen einer Stammart (monophyletische Gruppe) haltbar und als paraphyletisch zu betrachten ist.
| N.N. | \| \| Montivipera \| \| \| \| \| \| Macrovipera \| \| \| \| |
|      | \| \| Montivipera \| \| \| \| \| \| Macrovipera \| \| \| \| |
|      | Daboia                                                      |
|      |                                                             |
|      | Montivipera                                                 |
|      |                                                             |
|      | Macrovipera                                                 |
|      |                                                             |

|  | Montivipera |
|  |             |
|  | Macrovipera |
|  |             |

| N.N. | \| \| Montivipera \| \| \| \| \| \| Macrovipera \| \| \| \| |
|      | \| \| Montivipera \| \| \| \| \| \| Macrovipera \| \| \| \| |
|      | Daboia                                                      |
|      |                                                             |
|      | Montivipera                                                 |
|      |                                                             |
|      | Macrovipera                                                 |
|      |                                                             |

|  | Montivipera |
|  |             |
|  | Macrovipera |
|  |             |

| N.N. | \| \| Montivipera \| \| \| \| \| \| Macrovipera \| \| \| \| |
|      | \| \| Montivipera \| \| \| \| \| \| Macrovipera \| \| \| \| |
|      | Daboia                                                      |
|      |                                                             |
|      | Montivipera                                                 |
|      |                                                             |
|      | Macrovipera                                                 |
|      |                                                             |

|  | Montivipera |
|  |             |
|  | Macrovipera |
|  |             |

| N.N. | \| \| Montivipera \| \| \| \| \| \| Macrovipera \| \| \| \| |
|      | \| \| Montivipera \| \| \| \| \| \| Macrovipera \| \| \| \| |
|      | Daboia                                                      |
|      |                                                             |
|      | Montivipera                                                 |
|      |                                                             |
|      | Macrovipera                                                 |
|      |                                                             |

|  | Montivipera |
|  |             |
|  | Macrovipera |
|  |             |

| N.N. | \| \| Montivipera \| \| \| \| \| \| Macrovipera \| \| \| \| |
|      | \| \| Montivipera \| \| \| \| \| \| Macrovipera \| \| \| \| |
|      | Daboia                                                      |
|      |                                                             |
|      | Montivipera                                                 |
|      |                                                             |
|      | Macrovipera                                                 |
|      |                                                             |

|  | Montivipera |
|  |             |
|  | Macrovipera |
|  |             |

| N.N. | \| \| Montivipera \| \| \| \| \| \| Macrovipera \| \| \| \| |
|      | \| \| Montivipera \| \| \| \| \| \| Macrovipera \| \| \| \| |
|      | Daboia                                                      |
|      |                                                             |
|      | Montivipera                                                 |
|      |                                                             |
|      | Macrovipera                                                 |
|      |                                                             |

|  | Montivipera |
|  |             |
|  | Macrovipera |
|  |             |

| N.N. | \| \| Montivipera \| \| \| \| \| \| Macrovipera \| \| \| \| |
|      | \| \| Montivipera \| \| \| \| \| \| Macrovipera \| \| \| \| |
|      | Daboia                                                      |
|      |                                                             |
|      | Montivipera                                                 |
|      |                                                             |
|      | Macrovipera                                                 |
|      |                                                             |

|  | Montivipera |
|  |             |
|  | Macrovipera |
|  |             |

| N.N. | \| \| Montivipera \| \| \| \| \| \| Macrovipera \| \| \| \| |
|      | \| \| Montivipera \| \| \| \| \| \| Macrovipera \| \| \| \| |
|      | Daboia                                                      |
|      |                                                             |
|      | Montivipera                                                 |
|      |                                                             |
|      | Macrovipera                                                 |
|      |                                                             |

|  | Montivipera |
|  |             |
|  | Macrovipera |
|  |             |

Diese Ansicht wird bestätigt durch Garrigues et al. 2004, in dem die Vipern eine europäische Sektion aus verschiedenen Vipera-Arten sowie eine orientalische Sektion aus den benannten Gattungen Daboia und Macrovipera sowie den Montivipera-Arten bilden. Heute werden entsprechend alle Arten des xanthina-Komplexes der Gattung Montivipera zugeschlagen.

## Schlangengift
Die Kenntnisse über das Gift der Kleinasiatischen Bergotter sind relativ begrenzt, vor allem, da sie bei früheren Untersuchungen regelmäßig mit der Palästinaviper (Vipera palestinae) verwechselt wurde und viele epidemiologische Daten auf diese Art bezogen werden müssen. Entsprechend liegen heute keine ausreichenden Angaben über die Bisshäufigkeiten vor.

### Zusammensetzung und Wirkung
Wie die meisten Viperngifte ist auch das Gift der Kleinasiatischen Bergotter vor allem hämotoxisch, es zerstört also Zellen des Blutes und die sie umgebenden Gewebe durch verschiedene Proteasen. Hämotoxine führen zu Gewebezerstörungen, inneren Blutungen und Schwellungen sowie Nekrosen und sind sehr schmerzhaft. Zu den wirksamsten Bestandteilen des Giftes gehören Proteine, die die Blutgerinnung unterdrücken und damit gemeinsam mit den gewebezerstörenden Anteilen innere Blutungen verursachen. Hinzu kommen Neurotoxine, die eine lähmende Wirkung auf das Nervensystem haben können; entsprechende Effekte sind aber aufgrund der geringen Neurotoxinmengen beim Menschen sehr selten.
Die Wirkung des Giftes entspricht weitgehend der anderer europäischer Vipern. Der Biss führt zu einer Schwellung mit Nekrose und verstärkten Blutung an der Bissstelle. Zudem kommt es meistens zu einer Hypotonie des Betroffenen sowie weiteren Schocksymptomen wie Übelkeit und Erbrechen, Bauchschmerzen und häufig auch Durchfall. In seltenen Fällen kommt es zur Bewusstlosigkeit oder Bewusstseinsstörungen, tödliche Bissunfälle sind bei dieser Schlangenart unbekannt.
Zur Behandlung existieren eine Reihe von polyvalenten Antiveninen, die unspezifisch bei den meisten Vipera-Arten Europas und des mittleren Ostens wirken. Diese werden allerdings erst bei stärkeren Symptomen auf Weisung eines Arztes angewendet.

## Gefährdung und Schutz
Die Kleinasiatische Bergotter wird von der Weltnaturschutzunion (IUCN) aufgrund ihres großen Verbreitungsgebietes sowie der großen angenommenen Population als nicht gefährdet (Least Concern) eingeschätzt. Die Bestandszahlen sind allerdings rückläufig, und in einigen türkischen Gebieten kommt es zu einer Gefährdung der Population durch zu starke Sammelentnahme für den Haustiermarkt.
Wie alle europäischen Schlangenarten ist sie im Anhang II der Berner Konvention (Übereinkommen über die Erhaltung der europäischen wildlebenden Pflanzen und Tiere und ihrer natürlichen Lebensräume) enthalten und genießt dadurch innerhalb der Europäischen Union strengen Schutz. Die Tiere dürfen weder getötet noch gefangen werden, Halter dieser Schlangenart müssen entsprechende Herkunfts- und Nachzuchtsbestätigungen vorlegen.

## Belege